# Xã Grey, Quận Cavalier, Bắc Dakota
Xã Grey (tiếng Anh: Grey Township) là một xã thuộc quận Cavalier, tiểu bang Bắc Dakota, Hoa Kỳ. Năm 2010, dân số của xã này là 20 người.